# Campeonato Irlandês de Patinação Artística no Gelo
O Campeonato Irlandês de Patinação Artística no Gelo é uma competição nacional anual de patinação artística no gelo da Irlanda.
A competição determina os campeões nacionais e os representantes da Irlanda em competições internacionais como Campeonato Mundial, Campeonato Mundial Júnior, Campeonato Europeu e os Jogos Olímpicos de Inverno.

## Edições
| Ano (Edição) | Cidade sede          | Sênior               | Sênior               | Ref                  |
| Ano (Edição) | Cidade sede          | M                    | F                    | Ref                  |
| ------------ | -------------------- | -------------------- | -------------------- | -------------------- |
| 2008         |                      | –                    | •                    | [ 1 ]                |
| 2009         |                      | –                    | •                    | [ 2 ]                |
| 2010         |                      | •                    | •                    | [ 3 ]                |
| 2011         | Não houve competição | Não houve competição | Não houve competição | Não houve competição |
| 2012         |                      | •                    | •                    | [ 4 ]                |
| 2013         | Antrim               | •                    | •                    | [ 5 ] [ 6 ]          |
| 2014         | Belfast              | •                    | •                    | [ 7 ] [ 8 ] [ 9 ]    |
| 2015         | Belfast              | •                    | •                    | [ 10 ]               |
| 2016         | Londres              | •                    | •                    | [ 11 ] [ 12 ]        |

## Lista de medalhistas

### Individual masculino
| Evento                  | Ouro                  | Prata                   | Bronze                  |
| 2010 (detalhes)         | Vivian Parnell Murphy | nenhum outro competidor | nenhum outro competidor |
| 2011                    | Não houve competição  | Não houve competição    | Não houve competição    |
| 2012 (detalhes)         | Brendan Dorrian       | nenhum outro competidor | nenhum outro competidor |
| Antrim 2013 (detalhes)  | Brendan Dorrian       | nenhum outro competidor | nenhum outro competidor |
| Belfast 2014 (detalhes) | Conor Stakelum        | nenhum outro competidor | nenhum outro competidor |
| Belfast 2015 (detalhes) | Conor Stakelum        | nenhum outro competidor | nenhum outro competidor |
| Londres 2016 (detalhes) | Conor Stakelum        | nenhum outro competidor | nenhum outro competidor |

### Individual feminino
| Evento                  | Ouro                 | Prata                     | Bronze                    |
| 2008 (detalhes)         | Clara Peters         | nenhuma outra competidora | nenhuma outra competidora |
| 2009 (detalhes)         | Clara Peters         | nenhuma outra competidora | nenhuma outra competidora |
| 2010 (detalhes)         | Clara Peters         | nenhuma outra competidora | nenhuma outra competidora |
| 2011                    | Não houve competição | Não houve competição      | Não houve competição      |
| 2012 (detalhes)         | Clara Peters         | nenhuma outra competidora | nenhuma outra competidora |
| Antrim 2013 (detalhes)  | Clara Peters         | nenhuma outra competidora | nenhuma outra competidora |
| Belfast 2014 (detalhes) | Clara Peters         | nenhuma outra competidora | nenhuma outra competidora |
| Belfast 2015 (detalhes) | Clara Peters         | nenhuma outra competidora | nenhuma outra competidora |
| Londres 2016 (detalhes) | Clara Peters         | nenhuma outra competidora | nenhuma outra competidora |